# André Carlos Sales
André Carlos Sousa Sales (* 21. April 1998) ist ein brasilianischer Leichtathlet, der sich auf den Mittelstreckenlauf spezialisiert hat. 

## Sportliche Laufbahn
Erste Erfahrungen bei internationalen Meisterschaften sammelte André Carlos Sales im Jahr 2023, als er bei den Südamerikameisterschaften in São Paulo in 3:49,29 min die Bronzemedaille im 1500-Meter-Lauf hinter dem Argentinier Diego Lacamoire und seinem Landsmann Guilherme Kurtz gewann.

## Persönliche Bestzeiten
- 800 Meter: 1:50,37 min, 15. Mai 2022 in Recife
- 1500 Meter: 3:42,11 min, 9. Juli 2023 in Cuiabá